# Typophyllum undulatum
Typophyllum undulatum är en insektsart som beskrevs av Andrew Nelson Caudell 1918. Typophyllum undulatum ingår i släktet Typophyllum och familjen vårtbitare. Inga underarter finns listade i Catalogue of Life.